# Glavnoe upravlenie gosudarstvennoj bezopasnosti
Glavnoe upravlenie gosudarstvennoj bezopasnosti in russo Главное управление государственной безопасности?, in sigla GUGB (ГУГБ), Direttorato principale per la sicurezza di Stato, era il nome della polizia segreta sovietica dal luglio 1934 all'aprile 1943. Svolgeva la propria attività nell'ambito degli incarichi del Commissariato del popolo per gli affari interni (NKVD), e la sua direzione spettava al primo vice del commissario dell'NKVD.

## Storia
Il Direttorato principale per la sicurezza dello Stato era un'evoluzione dell'OGPU (Direttorato politico generale di Stato). Alla fine del 1937, il GUGB era uno degli organi più potenti ed influenti all'interno dell'NKVD. I Dipartimenti del GUGB (detti Sezioni) si occupavano di spionaggio, controspionaggio, sicurezza interna, protezione di uomini politici e sicurezza delle comunicazioni.
Il 3 febbraio 1941, le Sezioni Speciali del GUGB dell'NKVD, in quanto responsabili del controspionaggio militare, vennero aggregate all'esercito ed alla marina (rispettivamente, RKKA e RKKF). Il GUGB venne poi separato dall'NKVD, per assumere il rango di Commissariato del popolo, divenendo Commissariato del popolo per la sicurezza dello Stato (NKGB).
In seguito allo scoppio della guerra fra Germania ed Unione Sovietica, il 20 luglio 1941 i due commissariati NKVD e NKGB vennero nuovamente riuniti come NKVD, a cui venne restituita la responsabilità delle operazioni di controspionaggio militare nel gennaio 1942.
Nell'aprile 1943, il controspionaggio divenne nuovamente compito dei commissariati del popolo della difesa e della marina, ed assunse il nome di SMERŠ. Contemporaneamente, il GUGB venne nuovamente separato dall'NKVD, assumendo definitivamente il nome di NKGB.

## Direzione del GUGB
Il primo direttore del GUGB fu Jakov Saulovič Agranov, Commissario di primo livello della sicurezza dello Stato e primo vice del commissario del popolo agli affari interni, Genrich Grigor'evič Jagoda. Successivamente, la direzione fu occupata, dal 15 aprile 1937 all'8 settembre 1938, da Michail P. Frinovskij, che venne poi nominato commissario del popolo per la marina.
Gli succedette Lavrentij Pavlovič Berija, all'epoca appena diventato commissario di primo livello della sicurezza di Stato. Pochi mesi dopo, quando in novembre Berija sostituì Ežov alla carica di commissario del popolo per gli affari interni, a capo del GUGB venne insediato il suo primo vice, il commissario di terzo livello della Sicurezza di Stato Vsevolod N. Merkulov. Egli fu l'ultimo capo del GUGB, prima della trasformazione in Commissariato del Popolo.